# 拉斐尔·约翰逊
拉斐尔·刘易斯·约翰逊（英語：Rafer Lewis Johnson，1934年8月18日—2020年12月3日），美国男子田径运动员。他在1960年罗马夏季奥林匹克运动会中，参加了男子十项全能比赛获得金牌。2020年12月3日，约翰逊於凌晨在洛杉磯家中過世，享壽86歲。

## 外部連結
- 拉斐尔·约翰逊在国际奥林匹克委员会的资料